# OpenBoard
OpenBoard es un software libre y abierto para pizarras digitales interactivas compatible con cualquier cañón y dispositivo de entrada.
Surgió como una derivación de Open-Sankoré en 2013 con la intención de simplificarlo y hacerlo más estable. Desde la versión 1.3  utiliza el más marco instalador QT 5 en lugar de QT 4.

## Historia
OpenBoard es una derivación del proyecto de software abierto Open-Sankoré 2,0. Open-Sankoré está basado en software de Uniboard originalmente desarrollado por la Universidad de Lausanne, Suiza. El software empezó a ser desarrollado en 2003 y fue inicialmente utilizado por los profesores de la Universidad en octubre de 2003. El proyecto se cedió más tarde a una nueva compañía llamada Mnemis SA. Posteriormente fue vendido a la Agrupación Francesa de Interés Público para Educación Digital en África (GIP ENA), la cual compró la propiedad intelectual del software para convertirlo en un proyecto de código abierto bajo la licencia GNU (LGPL).